# Безводное (Железинский район)
Безводное (каз. Безводное) — упраздненное село в Железинском районе Павлодарской области Казахстана. Входит в состав Прииртышского сельского округа. Код КАТО — 554259200. Ликвидировано в 2018 г.

## Население
В 1999 году население села составляло 169 человек (82 мужчины и 87 женщин). По данным переписи 2009 года, в селе проживало 75 человек (37 мужчин и 38 женщин).